# Josip Rijavec
Josip Rijavec, slovenski bibliotekar, oficir, publicist in diplomat, * 10. november 1904, Trnovo pri Gorici, † 25. marec 1971, Ljubljana.

## Življenje
Rodil se je v 6-članski družini, 10. novembra leta 1904 v Trnovem pri Gorici, očetu Josipu (po domače Pepč z Vrta), ki je bil stražnik in materi Antoniji Peršič. Diplomiral je v Beogradu. Deloval je v Sarajevu, Beogradu in Ljubljani. Imel je ženo Olgo (rojeno Rovšek) in sina Andreja. Umrl je v Ljubljani 25. marca 1971, v starosti 66.let. Pokopan pa je v rodni vasi, v Trnovem pri Gorici.

## Šolanje
Osnovno šolo je obiskoval v Gorici, kjer je do leta 1915 živel z očetovo družino. V času od leta 1916-1918, ko je bil z materjo v begunstvu v Šmartnem pri Litiji, je tam obiskoval prva dva razreda gimnazije v Šentvidu nad Ljubljano. Šolanje je nadaljeval na državni klasični gimnaziji v Mariboru, in sicer od leta 1919-1923, kamor se je na podlagi opcije preselila celotna družina. Zaradi težkih materialnih razmer po očetovi upokojitvi je odšel na Nižjo šolo Vojne akademije v Beogradu, ki jo je zaključil leta 1925 s činom podporočnika. Leta 1933 je šolanje na Vojni akademiji nadaljeval in leta 1935 diplomiral. Leta 1939 pa je končal izpopolnjevanje v generalštabu v Beogradu.

## Delo
Sprva je deloval v jugoslovanskem ministrstvu mednarodne ataše v Rimu. Od leta 1941 je bil emigrant v Londonu, skupaj z ženo Olgo in sinom Andrejem. Od leta 1943-1944 pa je bil emigrant med jugoslovanskimi primorskimi dobrovoljci, ki so pod okriljem britanskega vrhovnega poveljstva delovali na Bližnjem vzhodu. Leta 1944 se je priključil NOV v Londonu, od koder so ga 18. februarja napotili v Jugoslavijo. Po drugi svetovni vojni, točneje aprila 1945 je nastopil službo, kjer je predaval na oficirskih šolah v Sarajevu in Beogradu, vse tja do leta 1948, ko so ga s činom podpolkovnika prestavili v rezervo. Do istega leta je bil tudi oficir JLA.
Z družino se je potem preselil iz Beograda v Ljubljano, kjer je bil v letih 1948-1965 zaposlen v Narodni in univerzitetni knjižnici v Ljubljani. Sprva je bil zaposlen kot bibliotekar klasifikator za Univerzalno decimalno klasifikacijo; od leta 1955 pa je bil zaposlen kot samostojni vodja časopisnega oddelka, od leta 1960 je bil višji bibliotekar. Strokovno in organizacijsko je sodeloval pri razvoju slovenskega knjižničarstva. Tako je bil precej časa odbornik Društva bibliotekarjev Slovenije, v letih 1959-1961 tudi njegov predsednik. Nekaj časa je bil tudi član izvršilnega odbora Zveze bibliotekarjev Jugoslavije. Je soavtor statističnih publikacij o slovenskih in jugoslovanskih knjižnicah. Bil je tudi sodelavec strokovnega glasila Knjižnica, ki je bilo ustanovljeno v veliki meri prav na njegovo pobudo. V strokovnem glasilu Knjižnica je objavljal članke o Univerzalni decimalni klasifikaciji, posvečal pa se je tudi splošnim problemom slovenskega in jugoslovanskega knjižničarstva.

## Nagrade, priznanja, odlikovanja
Leta 1967 je prejel Čopovo diplomo.

## Pomembna dela
- Rijavec, Josip, Zidar Marija: Slovenske knjižnice : pregled o štiristoletnici slovenske knjige. Ljubljana : Društvo bibliotekarjev Slovenije, 1951
- Rijavec, Josip: Seznam knjig v srbskem in hrvatskem jeziku. Ljubljana : Delavska knjižnica, 1956
- Rijavec, Josip: Decimalna klasifikacija v ljudskih knjižnicah. Ljubljana : Svet svobod in prosvetnih okraja Ljubljana, 1961
- Rijavec, Josip: Glasilo Saveza knjižnica i čitaonica NRH Zagreb. Knjižnica 1(1957)4, str. 11-12
- Rijavec, Josip: Periodični tisk in naše knjižnice. Knjižnica 3(1959)1/4, str. 62-70
- Rijavec, Josip: Položaj slovenskih bibliotečnih delavcev. Knjižnica 6(1962)3/4, str. 174-181
- Rijavec, Josip: Aktualna vprašanja decimalne klasifikacije. Knjižnica 9(1965)1/4, str. 26-32
- Rijavec, Josip: Bibliotekar. Knjižnica 12(1968)1/4, str. 133-134